# Sismo da ilha de Guam de 2010
O Sismo da ilha de Guam de 2010 de magnitude 7.2 na Escala Richter (6.9 {\displaystyle M_{\mathrm {w} }}) foi registrado 373 quilómetros da ilha de Guam, nas ilhas Marianas, no oceano pacífico, segunda a USGS. Segundo a agência de noticias Reuters, o abalo foi registo às 7:19, hora local, a uma profundidade de 4.7 quilômetros. A Central de alerta de Tsunamis dos EUA, não relatou ameaça de tsunami destrutivo na região.